# Sega 32X
Sega 32X (також називають просто 32X) — є доповненням для гральної консолі Sega Mega Drive (у Північній Америці, консоль називалася Genesis). Під кодовою назвою «Project Mars», 32X був розроблений, щоб розширити технічні можливості Genesis до рівня 32-бітних систем, поки Sega Saturn знаходилася в розробці. Доповнення 32X використовує власні ROM картриджі і має свою бібліотеку ігор. Надбудова була поширена під назвою Super 32X в Японії, Genesis 32X в Північній Америці, Mega Drive 32X в регіоні PAL і Mega 32X в Бразилії.
32X був представлений Sega у червні 1994 року на виставці CES, як недорогий варіант для споживачів, які хочуть грати в 32-бітні відеоігри. Розроблена як відповідь на Atari Jaguar і через побоювання, що Sega Saturn не вийде на ринок до кінця 1994 року, продукт був початково задуманий японським відділенням компанії, як абсолютно нова консоль. Проте за пропозицією Sega of America Джо Міллер і його команди, у висновку була перероблена на доповнення до вже наявного Mega Drive а також була потужніша у порівнянні з початковим задумом. Кінцевий продукт містить два 32-розрядних центральних процесорів і графічний процесор для тривимірної графіки. 
Спочатку датою випуску доповнення мав стати листопад 1994 року, але надбудові не вдалося залучити сторонніх розробників відеоігор через випуск того ж місяця Sega Saturn в Японії. Sega щоби поспішно випустити 32X порізали час для розробки ігор, що призвело до слабкої стартової лінійки зі 40 тайтлів, які не могли повною мірою використовувати апаратні можливості доповнення, серед них були й порти з Mega Drive. Sega виробила 800 000 екземплярів 32X і продала приблизно 665 000 одиниць до кінця 1994 року. Інші екземпляри продавалися з великими знижками до тих пір, поки в 1996 Sega не припинила випуск 32X, переключивши свою увагу на Saturn.
32X вважається комерційним провалом. Після анонсу та запуску доповнення прийняли позитивно, зазначивши низьку ціну розширення системи і потужності до Mega Drive. Пізніші огляди, як сучасні, так і ретроспективні, для 32X були в основному негативними через свою слабку бібліотеку ігор, малий життєвий цикл, запізнілий вихід доповнення і фрагментації ринку Genesis.

## Історія

### Розробка
У січні 1994 року компанія SEGA запланувала провести до Різдва 32-бітну приставку, яка використовує картриджі, але незабаром змінила свої плани і вирішила розробити нову систему використовує компакт-диск, яка згодом була названа Sega Saturn.
Від ідеї нової повноцінної 32-бітної Mega Drive/Genesis відмовилися, так як геймери навряд чи захочуть купувати оновлену і відносно дорогу консоль і зупинили свій вибір на створенні модуля-доповнення.

### Запуск
Гравці з нетерпінням чекали появи нової приставки в продажу. У листопаді 1994 року в Північній Америці почала продаватися 32X, а в Японії на ринок вийшла Sega Saturn. Багато фахівців вже на самому початку продажів віщували швидкий занепад і низьку популярність 32-бітної консолі, так як нова дискова Sega Saturn мала явно кращі технічні характеристики і сильніше цікавило розробників ПЗ.
Нова приставка мала явні технічні проблеми. Багато гри не запускалися, мали дефекти або були урізані через стислі терміни розробки.
В Європі приставку випускали зі знижкою, але це не призвело до відчутного зростання продажів.

### Провал
У середині 1995 року в компанії зрозуміли свої маркетингові помилки, але було вже пізно. Розробники ігор відмовилися від створення нових продуктів для цієї платформи, так як вважали істинно нової 32-бітну систему Sega Saturn. Ігри для 32X не використали всіх можливостей цієї системи і були або не дуже якісними виробами, або ремейками гри зі старих платформ Sega.
Щоб підняти інтерес геймерів, Sega планувала випустити нову консоль Sega Neptune, яка поєднувала в собі Sega Genesis і Sega 32X в одній коробці і мала менше недоробок, проте була скасована.